# Offenmarktpolitik
Die Offenmarktpolitik ist ein Instrument der Geldpolitik, durch das die Zentralbank die Geschäftsbanken mit Liquidität versorgt. Dabei kauft die Zentralbank Wertpapiere unmittelbar von den Geschäftsbanken oder über die Börse.
Verkauft eine Geschäftsbank Wertpapiere an die Zentralbank, erhält sie im Gegenzug (Aktivtausch) Zentralbankgeld gutgeschrieben, das sie zur Erfüllung ihrer Mindestreserveverpflichtung verwenden kann. Verkauft die Zentralbank Wertpapiere an Geschäftsbanken, reduziert dies deren Kontoguthaben bei der jeweiligen Zentralbank.
Die Offenmarktgeschäfte können insbesondere nach Wahl der Offenmarktinstrumente (z. B. befristete Transaktionen, Devisenswaps, endgültige Käufe), der Laufzeit der Instrumente, dem Durchführungsverfahren, dem Durchführungsrhythmus (regel- oder unregelmäßig) und dem Zuteilungsverfahren unterschieden werden.
Bei den Offenmarktgeschäften dominieren die sogenannten befristeten Transaktionen, das sind solche Kreditgeschäfte, bei denen die Zentralbank notenbankfähige Sicherheiten im Rahmen von kurzfristigen Rückkaufvereinbarungen unter variablen Zinssätzen kauft. Diese Hauptrefinanzierungsgeschäfte (Haupttender) erfolgen in Form von Pensionsgeschäften oder Pfandkrediten. Bei Pensionsgeschäften werden die Sicherheiten (i. d. R. Wertpapiere) von den Geschäftsbanken an die Zentralbank entsprechend der Laufzeit bis zur Rückkaufvereinbarung übertragen (auch in „Pension“ gegeben). Die Geschäftsbank erhält im Gegenzug liquide Mittel in Form von Zentralbankgeld (Sekundärliquidität). Bei Pfandkrediten bleiben die Sicherheiten im Eigentum der Banken.
Weitere Offenmarktgeschäfte sind längerfristige Refinanzierungsgeschäfte (Basistender), Feinsteuerungsoperationen und sonstige strukturelle Operationen.
Die Methoden zur Erstplatzierung von Wertpapieren durch Ausschreibungen werden in Mengen- und Zinstender („Tender“ = Ausschreibung) unterschieden (Zuteilungsverfahren).
Die (administrativen) Durchführungsverfahren unterscheiden sich in Standard- oder Schnelltenderverfahren und in sonstige bilaterale Geschäfte.
Offenmarktpolitik entstand in den USA und Großbritannien nach dem Ersten Weltkrieg; im Deutschen Reich war diese erst ab Oktober 1933 möglich.

## Offenmarktgeschäfte der Europäischen Zentralbank (EZB)
Offenmarktgeschäfte sind das wichtigste Instrument der EZB und Mittelpunkt der Geldpolitik des Europäischen Systems der Zentralbanken (ESZB). Sie dienen zur Steuerung der Zinsen, der Liquiditätslage und zum Aufzeigen des geldpolitischen Kurses. Durch die Offenmarktgeschäfte erhalten die Geschäftsbanken den Großteil ihres Geldes gegen die Verpfändung von Sicherheiten (z. B. Wertpapiere). Offenmarktgeschäfte werden entweder auf Beschluss des EZB-Rats oder von nationalen Zentralbanken in Eigenregie getätigt. 

### Haupttender
Der Haupttender ist das Hauptrefinanzierungsgeschäft der Kreditinstitute, welches jede Woche mit i. d. R. einer Woche Laufzeit (bis Anfang 2004 zwei Wochen Laufzeit) von der EZB angeboten wird. Der Tender wird von den nationalen Zentralbanken durchgeführt. Er hat eine gewisse Signalwirkung für Banken. Mit der Begründung eines hohen Finanzierungsbedarfs der Banken zum Jahresende 2007 erhöhte die EZB am 19. Dezember 2007 die Laufzeit wieder auf zwei Wochen. Der Grund dafür waren die bis auf 4,8 % gestiegenen Zinsen für EZB-Geld und die Tatsache, dass Banken sich angesichts der Weltfinanzkrise 2007–2008 untereinander (Interbankenhandel) kaum noch Geld liehen. Diese Verlängerung führte zu einer Zinssenkung am Geldmarkt bereits im Vorfeld.

### Basistender
Der Basistender ist als Instrument der EZB ein längerfristiges Finanzierungsgeschäft. Diese haben üblicherweise eine Laufzeit von drei Monaten und haben die Aufgabe, die Liquiditätszufuhr zu verstetigen und die Dispositionssicherheit zu gewährleisten. Basistender werden monatlich ausgeschrieben. Geboten werden kann von Geschäftspartnern, die die Zulassungsbedingungen der EZB erfüllen.

### Feinsteuerungsoperationen
Feinsteuerungsoperationen dienen der Liquiditätsbereitstellung bzw. Liquiditätsabschöpfung, um unerwarteten Veränderungen bei der Bankenliquidität entgegenzuwirken und so zu starke Zinsausschläge am Geldmarkt zu verhindern. Der Durchführungsweg erfolgt im Schnelltenderverfahren oder durch bilaterale Geschäfte.

## Durchführungsverfahren

### Standardtender
Der Standardtender ist ein im Eurosystem eingesetztes Tenderverfahren, das im Gegensatz zum Schnelltender innerhalb von 24 Stunden durchgeführt wird. Der Standardtender kann sowohl als Mengentender als auch als Zinstender durchgeführt werden. Er wird üblicherweise bei Hauptrefinanzierungsgeschäften (Haupttender) und längerfristigen Refinanzierungsgeschäften (Basistender) verwendet.

### Schnelltender
Um Liquiditätsschwankungen schnell ausgleichen zu können, gibt es den Schnelltender, der zu den Feinsteuerungsoperationen der EZB gehört. Dies ist ein Ausschreibungsverfahren für die geldpolitische Feinsteuerung. Die Abwicklung solch eines Geschäftes und die Geldzuteilung erfolgt innerhalb von 1–2 Stunden und wird oftmals mit einer begrenzten Zahl von Kreditinstituten durchgeführt. Bei diesem Tender kann dem Markt Geld entzogen oder zugeführt werden. Er findet nur bei Bedarf statt. Die Vergabe kann auf bestimmte Geschäftspartner begrenzt werden.

## Zuteilungsverfahren des Zentralbankgeldes
Die EZB führte ab dem 1. Januar 1999 bei der Zuteilung zunächst ein Mengentenderverfahren durch, wechselte jedoch aufgrund der Überbietungsproblematik am 27. Juni 2000 zum Zinstenderverfahren. Im Zuge der Finanzkrise wechselte die EZB im Oktober 2008 erneut zum Mengentenderverfahren.

### Mengentender
Beim Mengentender legt die EZB den Zinssatz für angebotenes Zentralbankgeld (als Signal für den geldpolitischen Kurs) fest und die Kreditinstitute geben Gebote über die Menge von Wertpapieren ab, die sie an die EZB für die Zuteilung der entsprechenden Geldmenge abgeben wollen. Die Zuteilungsquote errechnet sich als Quotient aus dem von der EZB bestimmten Zuteilungsvolumen dividiert durch die kumulierte Angebotssumme. Das Problem der Mengentender liegt darin, dass die Geschäftsbanken wegen des niedrigen Zinssatzes dazu neigen, höhere Mengengebote abzugeben, als sie eigentlich benötigen (Überbietungsproblematik). Bei der anschließenden Quotelung (Pro-rata-Zuteilung), auch Repartierung genannt, schneiden sie dann besser ab.

### Zinstender
Beim Zinstender benennt die EZB die zu emittierende Geldmenge und legt einen Mindestbietsatz dafür fest (als Signal für den geldpolitischen Kurs). Die Kreditinstitute bieten dann den Zinssatz an, zu dem sie eine bestimmte Menge Wertpapiere an die EZB für das Zentralbankgeld abgeben wollen. Üblich sind das amerikanische und das holländische Verfahren.
Gemeinsamkeiten der Zinstenderverfahren: Die Zuteilung des Zentralbankgeldes erfolgt nach dem Ende der Gebote. Dabei erhalten Banken mit den höchsten Zinsgeboten zuerst einen Zuschlag. Der niedrigste Zins, zu welchem noch eine (teilweise) Zuteilung erfolgt, ist der marginale Zinssatz. Im Gegensatz zum Mengentender werden allein die Gebote zum marginalen Zinssatz repartiert, sämtliche darüber liegenden Gebote hingegen voll zugeteilt. Die Zuteilungsquote zum marginalen Zins errechnet sich als Quotient aus dem nach Vollzuteilung verbleibenden Zuteilungsvolumen dividiert durch die kumulierte Angebotssumme zum marginalen Zinssatz.
Unterschiede:
- Im amerikanischen Verfahren werden alle Bieter des Tenderverfahrens zu dem Zinssatz bedient, zu dem sie jeweils geboten haben (Pay-as-Bid).
- Im holländischen Verfahren werden alle zum Zuge kommenden Bieter zum marginalen Zinssatz (Pay-as-Clear) bedient. Die Banken neigen hier zu höheren Zinsgeboten als im amerikanischen Verfahren, da sie dadurch bei der Zuteilung bevorzugt werden (aber keinen „Aufpreis“ dafür zahlen müssen, denn im Gegensatz zum amerikanischen Verfahren müssen alle später ja nur den marginalen Zinssatz zahlen).

Die EZB verwendete das amerikanische Zinstender-Verfahren. Im Zuge der Finanzkrise ist sie jedoch auf das Mengentender-Verfahren mit vollständiger Zuteilung umgestiegen. Die Abwicklung erfolgt per OMTOS (OffenMarkt Tender Operations-System).